# 더 아일랜드 앳 더 톱 오브 더 월드
더 아일랜드 앳 더 톱 오브 더 월드(The Island At The Top Of The World)는 미국에서 제작된 로버트 스티븐슨 감독의 1974년 모험, 가족, 판타지 영화이다. 데이비드 하트먼 등이 주연으로 출연하였고 윈스턴 하이블러 등이 제작에 참여하였다.

## 출연

### 주연
- 데이비드 하트먼
- 도널드 신든

### 조연
- 자크 마린
- 이와마츠 마코
- 데이빗 그윌림
- 아그네타 엑케마이어
- 스베레 앙케 우스달
- 데니 밀러
- 브렌던 딜론
- 제임스 엘맨자
- 아이버 베리
- 리 폴
- 이안 아베크롬비
- 잭슨 보스트윅
- 허만 팝프

## 제작진
- 미술: 피터 엘렌쇼
- 세트: 할 가우스먼
- 의상: 빌 토머스
- 분장부문: 로버트 J. 쉬퍼

## 같이 보기
- 툴레